# Anne Loiret
Pour les articles homonymes, voir Loiret.
 (décembre 2020).
Si vous disposez d'ouvrages ou d'articles de référence ou si vous connaissez des sites web de qualité traitant du thème abordé ici, merci de compléter l'article en donnant les références utiles à sa vérifiabilité et en les liant à la section « Notes et références ».
Anne Loiret, née le 9 juin 1963 à Cugand (Vendée) est une actrice française.

## Biographie
Anne Loiret est née le 9 juin 1963 à Cugand (Vendée).
Elle a été formée au théâtre au Conservatoire National Supérieur d'Art Dramatique de Paris, dont elle prend la tête du Conseil d'administration en 2021.

### Vie privée
Elle a deux enfants, Camille Loiret , productrice et l'acteur Félix Kysyl.

## Carrière
Elle a fait ses débuts sur scène en 1987 dans la pièce Harold et Maude aux côtés de Denise Grey au Théâtre Antoine. Elle a été nommée trois fois pour un Molière du Meilleur Second rôle féminin. Sa dernière nomination date de 2017 pour Avant de s’envoler de Florian Zeller dans une mise en scène de Ladislas Chollat au Théâtre de l’Œuvre.

## Filmographie

### Cinéma

#### Longs métrages
- 1998 : Terminale de Francis Girod : Noimie Legret
- 2000 : En face de Mathias Ledoux : Victoria
- 2001 : Un ange de Miguel Courtois : Marie
- 2001 : Mortel Transfert de Jean-Jacques Beineix : La contractuelle
- 2002 : L'Adversaire de Nicole Garcia : Cécile
- 2004 : Holy Lola de Bertrand Tavernier : Nicole
- 2008 : Deux jours à tuer de Jean Becker : Anne-Laure
- 2008 : La Très Très Grande Entreprise de Pierre Jolivet : Sophie Dantec
- 2009 : Je ne dis pas non d'Iliana Lolic : Fanny
- 2010 : Complices de Frédéric Mermoud : L’avocate
- 2011 : Derrière les murs de Julien Lacombe et Pascal Sid : Yvonne
- 2011 : Les Tribulations d'une caissière de Pierre Rambaldi : Madeleine
- 2011 : Mon père est femme de ménage de Saphia Azzeddine : La prof
- 2012 : Ma première fois de Marie-Castille Mention-Schaar : Marie-Paule, la mère de Zack
- 2013 : Cheba Louisa de Françoise Charpiat : La directrice de l'école
- 2013 : La Vie d'Adèle d'Abdellatif Kechiche : La mère d'Emma
- 2015 : Boomerang de François Favrat : Anne-Sophie
- 2015 : L'Étudiante et Monsieur Henri d'Ivan Calbérac : L'examinatrice auto-école
- 2016 : Éperdument de Pierre Godeau : L'avocate d'Anna
- 2016 : Elle de Paul Verhoeven : Le médecin
- 2017 : Stars 80, la suite de Thomas Langmann : La juge
- 2018 : Demi-sœurs de Saphia Azzeddine et François-Régis Jeanne : Marina
- 2018 : Un beau voyou de Lucas Bernard : Mme Maupas
- 2019 : Les Drapeaux de papier de Nathan Ambrosioni : La psychologue
- 2019 : Mais vous êtes fous d'Audrey Diwan : La laborantine
- 2020 : A Good Man de Marie-Castille Mention-Schaar : Eva
- 2022 : Les Promesses de Thomas Kruithof : Catherine Messac
- 2022 : Maigret de Patrice Leconte : Mme Maigret
- 2022 : Jour de gloire de Cosme Castro et Jeanne Frenkel : Anne, la maire du village
- 2023 : La Voie royale de Frédéric Mermoud : Florence Loiseau
- 2023 : Le Consentement de Vanessa Filho : La prof de latin
- 2023 : Coup de chance de Woody Allen : Delphine
- 2024 : Le Successeur de Xavier Legrand : Le médecin
- 2024 : En fanfare d'Emmanuel Courcol : Claire

#### Courts métrages
- 1995 : Thibault de Christophe Prédignac
- 2010 : Le Grand Moment de solitude de Wilfried Méance : Chantal
- 2012 : Bye bye maman de Keren Marciano : La gynécologue
- 2013 : Suzanne de Wilfried Méance : Chantal
- 2014 : Au sol d'Alexis Michalik : Nicole
- 2014 : Des éclats de verre de Fouad Benhammou : La mère
- 2014 : La Place du mort de Lucas Bernard : Carole
- 2017 : Olga de Maxime Bruneel : Olga
- 2018 : L'autostoppeuse de Julien Decoin : La mère
- 2019 : Sentiments distingues de Keren Marciano : Laetitia
- 2019 : Massachusetts de Jordi Perino : Claudia
- 2020 : Bon enfant de Thibaud Renzi : Anne
- 2020 : La place du mort de Victor Boyer : La mère
- 2020 : La fuite d'Aurélien Gabrielli

### Télévision

#### Séries télévisées
- 1988 : Haute tension : L'infirmière
- 1989 : Marie Pervenche : La fleuriste
- 1997 : Julie Lescaut : Estelle Binet
- 1999 - 2000 : Navarro : Mlle Cussot / Florence Marchand
- 2001 : Crimes en série : Estève
- 2002 : Brigade spéciale : Séverine Caron
- 2002 : PJ : Mme Bergeret
- 2004 : Avocats et Associés : Séverine Lepage
- 2004 : L'Instit : Solange Danville
- 2004 : Le Grand Patron : Pauline Simonnet
- 2005 : Franck Keller : Alice Rouault
- 2005 : Louis la Brocante : Alice
- 2005 : Louis Page : Isabelle
- 2005 : Vérité oblige : Lydia
- 2005 : Commissaire Cordier : Vissac, la procureure
- 2005 : Prune Becker : Loretta
- 2006 : Section de recherches : Cécile Carrel
- 2006 : RIS Police scientifique : La directrice des beaux-arts
- 2007 : Reporters : Juge Colomba
- 2008 : Joséphine, ange gardien : Anne
- 2008 : À droite toute : Nanette
- 2008 : Paris, enquêtes criminelles : Sylvie Maleval
- 2009 : Diane, femme flic : Patricia Rambert
- 2009 : Action spéciale douanes : Jeanne Hirsch, la procureure
- 2010 : Marion Mazzano : Armelle Laparan
- 2010 : Équipe médicale d'urgence : Virginie
- 2011 : Commissaire Magellan : Delphine Barbier
- 2011 : Boulevard du Palais : Christine Breuil
- 2012 : Enquêtes réservées : Christelle Bagnon
- 2012 : Le juge est une femme : Florence Terraillon
- 2012 : Injustice : Corinne Molina
- 2012 - 2015 : Les Dames : Florence Ruben
- 2014 : Les Petits Meurtres d'Agatha Christie (épisode Meurtre à la kermesse) : La maire Catherine Dravignan
- 2014 : Crimes et botanique : Dr Candelier
- 2014 - 2015 : Ma pire angoisse : La boss
- 2016 : La Stagiaire : Hélène Clément
- 2016 : Les Hommes de l'ombre : Annie Vaneck, directrice de la DGSE
- 2016 : La Loi d'Alexandre : Monique Payen
- 2018 : Dix pour cent : Sœur Suzanne
- 2018 : Profilage : Dorothée Despres
- 2018 : Balthazar : Olga Angelova
- 2019 : On va s'aimer un peu, beaucoup... : Nathalie Vialatte
- 2019 : La Loi de Damien : Claire Turenne
- 2020 : 3615 Monique : Adélaïde Roussel
- 2020 : Black and White : Anne-Marie de Bourbon
- 2020 : Le Mensonge : La nouvelle juge d'instruction
- 2021 : Skam France : Une bénévole
- 2021 : Disparu à jamais : La mère de Judith
- 2021 : Alex Hugo : Cassie Morane
- 2021 : Manipulations : Caroline
- 2022 : Alexandra Ehle : Valentine Riveline
- 2022 : L'Abîme : Victoire Duvack
- 2023 : Louis 28 : La Générale
- 2024 : Les invisibles : Valérie Lantini
- 2025 : L'Intruse de Shirley Monsarrat : Karsenti
- 2025 : Aspergirl : Catherine Carton

#### Téléfilms
- 1999 : La Façon de le dire de Sébastien Grall : La dame de l’annonce
- 2002 : Tous les chagrins se ressemblent de Luc Béraud : Nadine
- 2006 : Marie Besnard, l'empoisonneuse de Christian Faure : La mère de Simon
- 2007 : René Bousquet ou le Grand Arrangement de Laurent Heynemann : Martine Anzani
- 2007 : Nous nous sommes tant haïs de Franck Apprederis : Madeleine
- 2009 : Beauté fatale de Claude-Michel Rome : Linda Vargas
- 2010 : Ah, c'était ça la vie ! de Franck Appréderis : Colette Hernandez
- 2010 : Le Roi, l'Écureuil et la Couleuvre de Laurent Heynemann : Anne d’Autriche
- 2011 : Le Temps du silence de Franck Appréderis : Isabelle
- 2011 : Pour Djamila de Caroline Huppert : Le médecin expert
- 2012 : Pour toi j'ai tué de Laurent Heynemann : Michelle Tellier
- 2013 : La Dernière Campagne de Bernard Stora : Claude Chirac
- 2013 : Les Mauvaises Têtes de Pierre Isoard : Professeur Drumont
- 2014 : Les Fées du logis de Pascal Forneri : Mme Vavasseur
- 2015 : Meurtres à Étretat de Laurence Katrian : Mathilde Maréchal
- 2015 : Le Vagabond de la Baie de Somme de Claude-Michel Rome : La kiné
- 2018 : Les Fantômes du Havre de Thierry Binisti : Hélène Derain
- 2019 : Huguette d'Antoine Garceau : La cheffe de service
- 2020 : Si tu vois ma mère de Nathanaël Guedj : Veronika
- 2021 : Comme un coup de tonnerre de Catherine Klein : Dr Frébaut
- 2022 : Je suis né à 17 ans de Julien Seri : La tante de Thierry
- 2022 : J'irai au bout de mes rêves de Stéphanie Pillonca : Sylvie
- 2022 : Meurtres à Amiens de Vincent Trisolini : Eléonore
- 2023 : À fleur de peau de Christian Bonnet : Corinne Serval
- 2023 : À l'instinct de Myriam Vinocour : Céline Le Cam
- 2023 : Meurtres à Font-Romeu de Marion Lallier : Christine Orthiz

## Doublage
- 2013 : Inside Llewyn Davis : Lillian Gorfein (Robin Bartlett)
- 2018 : Transit : l'architecte (Barbara Auer)
- 2022 : L'immensità : Giulia, la grand-mère (Alvia Reale)

## Théâtre
- 1987 : Harold et Maude de Colin Higgins, mise en scène Jean-Luc Tardieu, Théâtre Antoine - Sylvie Gazelle
- 1990 : Les Mœurs du temps de Bernard-Joseph Saurin, mise en scène Dominique Borg, C.N.S.A.D
- 1991 : Les Imparfaits, d’après Marcel Proust et André Gide, mise en scène Philippe Honoré, Hôtel de Sully
- 1992 : La Désillusion, conception et mise en scène Frédéric Constant et Michel Fau, Théâtre Paris-Villette
- 1993 : L’Éveil des ténèbres de Joseph Danan, mise en scène Jacques Kraemer, Théâtre des Deux Rives (Rouen)
- 1993 : Un garçon de chez Véry d’Eugène Labiche, mise en scène Dominique Bluzet, Théâtre du Gymnase
- 1993 : L'Affaire de la rue de Lourcine d’Eugène Labiche, mise en scène Dominique Bluzet, Théâtre du Gymnase
- 1994 : S.D.F. - S.M.B. - S.O.S., conception et mise en scène Géraldine Bourgue, Théâtre Paris-Villette
- 1996 : Don Quichotte, Che Guevara, Marcos, d’après les communiqués du sous-commandant Marcos, mise en scène Catherine Marnas, Théâtre de la Bastille
- 1997 : Qui a peur de Virginia Woolf ? d’Edward Albee, mise en scène Pierre Constant, Théâtre de l'Œuvre - Honey
- 1998 : Lettres d’Algérie, conception Philippe Bernard et Nathaniel Herzberg, mise en scène Baki Boumaza, Théâtre de l’Odéon
- 2000 : Les Madones de et mise en scène Nathalie Akoun, Théâtre de la Tempête
- 2000 : On ne refait pas l’avenir de et mise en scène Anne-Marie Étienne, Théâtre des Bouffes-Parisiens
- 2003 : La Preuve de David Auburn, mise en scène Bernard Murat, Théâtre des Mathurins - Claire
- 2004 : Perversité sexuelle à Chicago de David Mamet, mise en scène Pierre Laville, Théâtre Rive Gauche
- 2004 : Jacques a dit de Marc Fayet, mise en scène Agnès Boury et José Paul, Petit Théâtre de Paris - Lili
- 2005 : Le Miroir d’Arthur Miller, adaptation et mise en scène Michel Fagadau, Comédie des Champs-Élysées  - Margaret Hyman
- 2007 : Chocolat piment de Christine Reverho, mise en scène Agnès Boury et José Paul, Théâtre La Bruyère
- 2007 : Puzzle de Woody Allen, mise en scène Annick Blancheteau et Jean Mourière, Théâtre du Palais-Royal - Alma
- 2009 : Le Mec de la tombe d'à côté de Katarina Mazetti, mise en scène Panchika Velez, Théâtre du Petit-Saint-Martin
- 2011 : Les Conjoints d'Éric Assous, mise en scène Jean-Luc Moreau, Théâtre Tristan Bernard
- 2012 : Les Conjoints d'Éric Assous, mise en scène Jean-Luc Moreau, tournée
- 2013 : La Maison et le Zoo de Edward Albee, mise en scène Gilbert Désveaux, tournée puis Théâtre du Rond-Point en 2014
- 2013 : Fragments d'un pays lointain de Jean-Luc Lagarce, mise en scène de Jean-Pierre Garnier, théâtre de la Tempête - la mère
- 2015 : Les Heures souterraines de Delphine de Vigan, mise en scène Anne Kessler, Théâtre de Paris, Théâtre Montansier
- 2016 : Avant de s'envoler de Florian Zeller, mise en scène Ladislas Chollat, théâtre de l'Œuvre
- 2019 : Localement agité de Arnaud Bedouet, mise en scène Hervé Icovic, théâtre de Paris (salle Réjane)
- 2022 : Les guetteuses de Fabien Clouette et Jeremie Brugidou, dispositif Mondes Nouveaux du Ministère de la Culture - la mère

## Distinctions

### Nominations
- 2005 : Molière de la comédienne dans un second rôle pour Jacques a dit
- 2006 : Molière de la comédienne dans un second rôle pour Le Miroir
- 2017 : Molière de la comédienne dans un second rôle pour Avant de s'envoler